# Diplotaxodon ecclesi
Diplotaxodon ecclesi är en fiskart som beskrevs av Burgess och Axelrod, 1973. Diplotaxodon ecclesi ingår i släktet Diplotaxodon och familjen Cichlidae. IUCN kategoriserar arten globalt som otillräckligt studerad. Inga underarter finns listade i Catalogue of Life.